# Alternativet (Jokkmokks kommun)
Alternativet (ALT) var ett lokalt politiskt parti i Jokkmokks kommun. Partiet var representerat i Jokkmokks kommunfullmäktige 1994–2010. Alternativet ställde inte upp i kommunalvalet 2010.

## Valresultat
| År   | Röster | %     | Mandat |
| ---- | ------ | ----- | ------ |
| 1994 | 560    | 13,2  | 5 / 35 |
| 1998 | 1 020  | 25,90 | 9 / 35 |
| 2002 | 501    | 14,08 | 5 / 35 |
| 2006 | 157    | 4,55  | 1 / 31 |